# Metropolia di Zichni e Nevrokopi

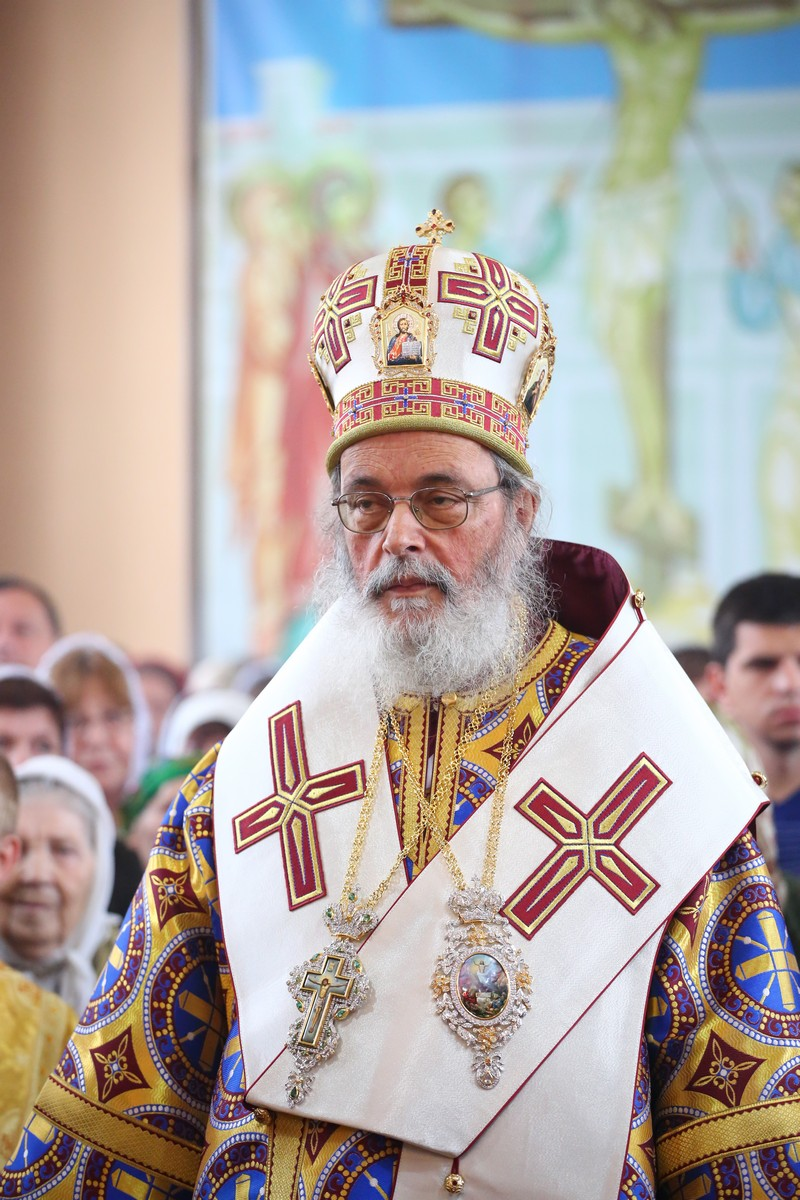
Ieroteo, metropolita di Zichni e Nevrokopi dal 16 maggio 2003.

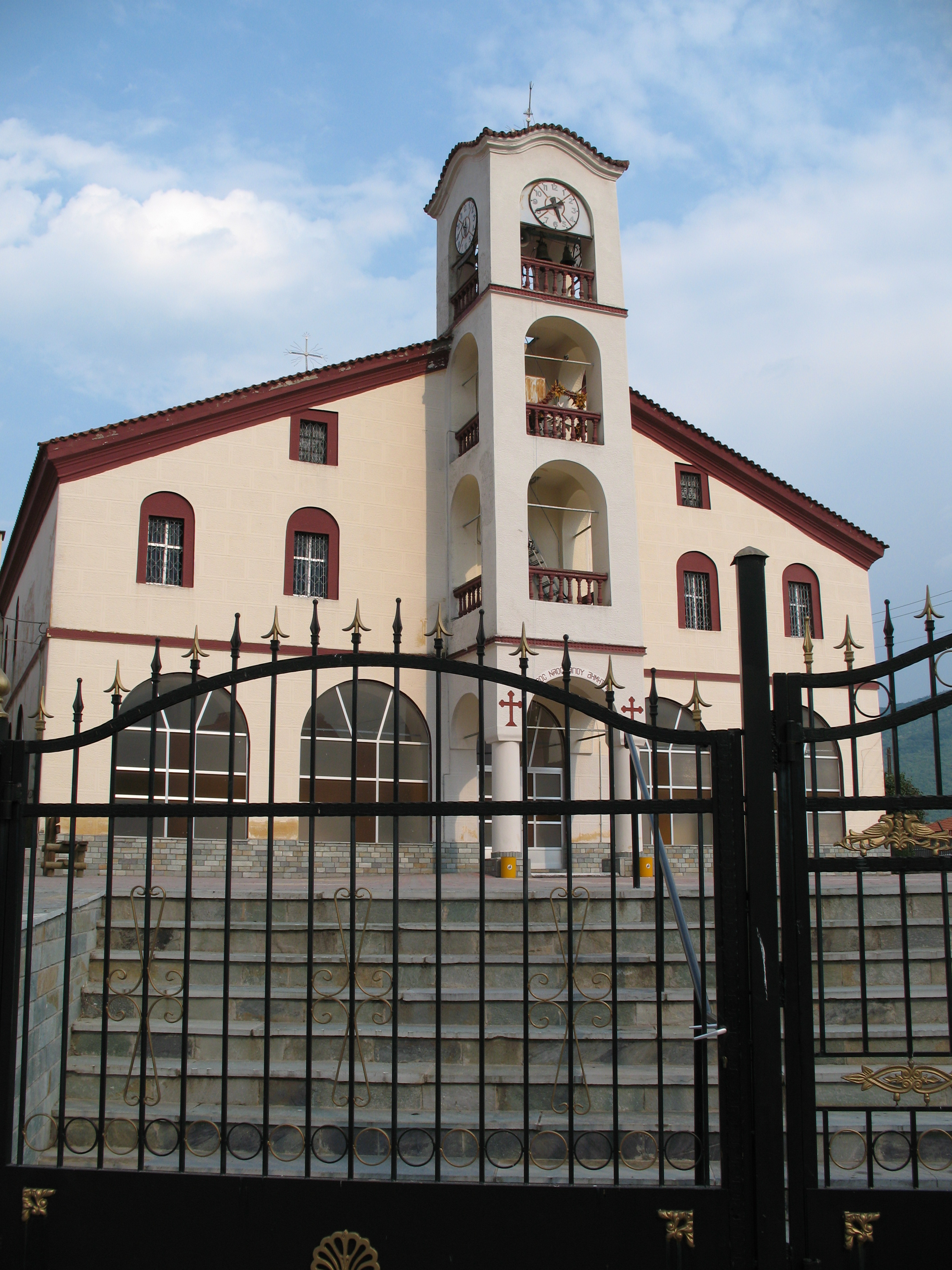
La chiesa di San Demetrio a Kato Nevrokopi.

La metropolia di Zichni e Nevrokopi (in greco: Ιερά Μητρόπολις Ζιχνών και Νευροκοπίου; Ierá Mitrópolis Zichnón kai Nevrokopíou) è una diocesi del patriarcato ecumenico di Costantinopoli, pastoralmente affidata alla Chiesa di Grecia.
Dal 16 maggio 2003 il metropolita è Ieroteo, al secolo Demetrio Tsoliakos.

## Territorio
La metropolia si estende nella parte settentrionale della Grecia al confine con la Bulgaria e comprende parti delle unità periferiche di Serres e Drama.
Sede metropolitana è la città di Nea Zichni, dove si trova la cattedrale di San Giorgio.

## Storia
L'odierna metropolia è erede di due antiche diocesi di epoca bizantina. La diocesi di Zichni, già suffraganea della metropolia di Serre, fu in seguito elevata al rango di arcidiocesi autocefala e poi, nel 1329, di sede metropolitana, come attestato dalle Notitiae episcopatuum del patriarcato di Costantinopoli. Nevrokopi si riferisce invece all'antica arcidiocesi di Nicopoli al Nesto, identificata con Nevrokop (oggi Goce Delčev) in Bulgaria, attestata per la prima volta con un suo vescovo nell'VIII secolo.
Nel 1655, per decisione del patriarca Joannicus II di Costantinopoli, le due sedi di Zichni e Nevrokopi furono unite, ma qualche anno dopo, nel 1663, la metropolia di Zichni e Nevrokopi fu soppressa e il suo territorio annesso a quello della metropolia di Drama.
Il 9 ottobre 1924, per decisione del patriarca Gregorio VII di Costantinopoli, fu ristabilita la metropolia di Zichni, che fu affidata a Alessandro Dilanas, già metropolita di Pergamo e Adramittio il quale, a causa della cosiddetta catastrofe dell'Asia Minore, aveva dovuto fuggire dalla sua sede in Turchia.
Nel 1928 la sede di Zichni e tutte le altre diocesi del patriarcato di Costantinopoli in territorio greco liberate dall'occupazione ottomana nel 1912, furono affidate, tramite un accordo tra le parti, alle cure della Chiesa di Grecia.
Nel 1958 fu annessa alla metropolia anche la parte rimasta in Grecia dell'eparchia di Nevrokop, che era stata restaurata dal patriarcato di Costantinopoli nel 1882, ma che poi era passata alla Chiesa ortodossa bulgara nel 1894. Da questo momento la metropolia ha assunto il nome attuale.

## Cronotassi
- Alessandro Dilanás † (9 ottobre 1924 - febbraio 1943 eletto metropolita di Veria)
- Cirillo Karmpaliótis † (15 aprile 1943 - 25 settembre 1951 eletto metropolita di Tessaliotide)
- Agatangelo Tsaoúsis † (1951 - 3 gennaio 1965 deceduto)
- Nicodemo Vallindrás † (22 novembre 1965 - 22 maggio 1974 eletto metropolita di Patrasso)
- Spiridone Kyvétos † (27 maggio 1974 - 1º maggio 2003 dimesso)
- Ieroteo Tsoliakos, dal 16 maggio 2003